# کارل لارسن
کارل لارسن (دانمارکی: Carl Larsen; ۳ ژوئن ۱۸۸۶ – ۴ دسامبر ۱۹۶۲) ژیمناست هنری اهل دانمارک بود.